# Seta (Moose)

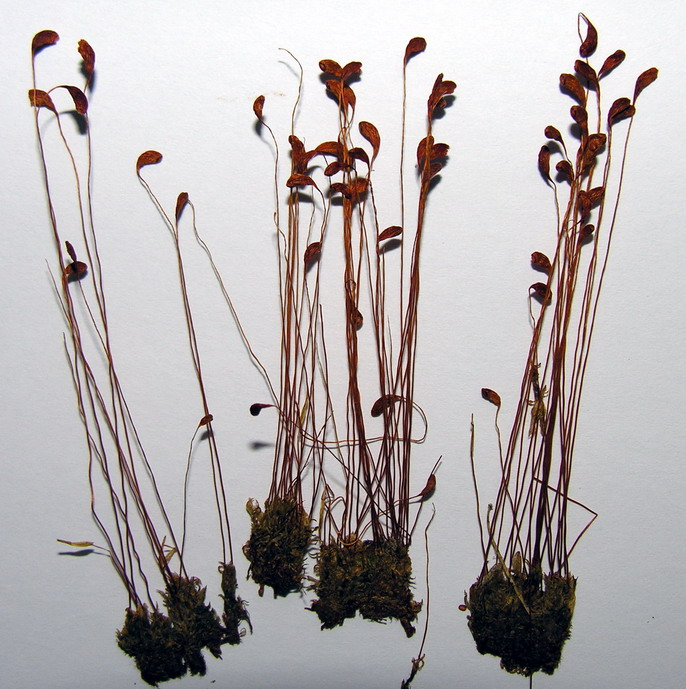
Funaria hygrometrica, ein Moos mit sehr langen, rotbraunen Seten und Sporenkapseln. Das Epitheton bezieht sich auf die hygroskopischen Bewegungen der Seta.

Die Seta (lateinisch seta ‚Borste‘), umgangssprachlich auch Kapselstiel, ist der sporophytische Stiel der Sporenkapsel bei Moosen.
Bei vielen Moosen wird die Sporenkapsel durch einen Stiel emporgehoben, um eine bessere Windausbreitung zu gewährleisten. Wird dieser Stiel vom Sporophyten gebildet, nennt man ihn Seta, wird er vom Gametophyten gebildet (und ist dann oft grün), nennt man ihn Pseudopodium. Der verdickte Teil am oberen Ende der Seta, der Kapselhals, heißt auch Apophyse und wird manchmal auch als Hypophyse bezeichnet. Seten können oft zusätzliche Funktionen der Ausbreitung übernehmen, indem sie hygroskopische Bewegungen ausführen.